# Felimida purpurea
Il cromodoride porpora (Felimida purpurea (Risso, 1831)) è un mollusco nudibranchio della famiglia Chromodorididae.

## Descrizione
Corpo di colore rosa traslucido. Bordo del mantello giallo-arancio. Rinofori rosa scuro o violetto, parte terminale più chiara, ciuffo branchiale dello stesso colore, con lo stesso schiarimento sulla parte terminale. Fino a 5 centimetri.

## Distribuzione e habitat
Specie rara, reperibile nell'Oceano Atlantico orientale e nel Mar Mediterraneo occidentale dalla Francia fino al Marocco, in zone poco illuminate su fondali duri dai 10 metri di profondità.